# Manacus
Genre
Manacus est un genre d'oiseaux de la famille des Pipridae.

## Liste des espèces
Selon la classification de référence du Congrès ornithologique international (version 6.4, 2016) :
- Manacus aurantiacus (Salvin, 1870)
- Manacus candei (Parzudaki, 1841)
- Manacus manacus (Linnaeus, 1766)
  - Manacus manacus abditivus Bangs, 1899
  - Manacus manacus bangsi Chapman, 1914
  - Manacus manacus expectatus Gyldenstolpe, 1941
  - Manacus manacus flaveolus Cassin, 1852
  - Manacus manacus gutturosus (Desmarest, 1806)
  - Manacus manacus interior Chapman, 1914
  - Manacus manacus leucochlamys Chapman, 1914
  - Manacus manacus longibarbatus Zimmer, JT, 1936
  - Manacus manacus manacus (Linnaeus, 1766)
  - Manacus manacus maximus Chapman, 1924
  - Manacus manacus purissimus Todd, 1928
  - Manacus manacus purus Bangs, 1899
  - Manacus manacus subpurus Cherrie & Reichenberger, 1923
  - Manacus manacus trinitatis (Hartert, 1912)
  - Manacus manacus umbrosus Friedmann, 1944
- Manacus vitellinus (Gould, 1843)
  - Manacus vitellinus amitinus Wetmore, 1959
  - Manacus vitellinus milleri Chapman, 1915
  - Manacus vitellinus viridiventris Griscom, 1929
  - Manacus vitellinus vitellinus (Gould, 1843)